# Eirene Sbriziolo
Eirene Sbriziolo, coniugata De Felice (Udine, 15 febbraio 1924 – Napoli, 31 gennaio 2013), è stata un'urbanista, architetta e politica italiana.

## Biografia
Era figlia di Michele Sbriziolo, ingegnere capo del Genio civile a Napoli. Si laureò in Architettura nel 1947 impegnandosi successivamente nella libera docenza in Pianificazione territoriale e nei progetti di edilizia popolare. Fu presidente dell'ordine degli architetti dal 1971 al 1973 per la sezione che all'epoca riuniva Campania, Abruzzo, Molise, Basilicata e Calabria. Fu deputata del Partito Comunista Italiano, eletta nella circoscrizione di Napoli, nella sesta e nella settima legislatura repubblicana, consigliere regionale dal 1990 al 1995 con il PDS e assessore regionale all'urbanistica nella giunta di Giovanni Grasso. Nel 2005 diede vita alla Fondazione De Felice, voluta dal marito Ezio De Felice, architetto e docente universitario scomparso nel 2000, con sede nel teatro di Palazzo Donn'Anna a Posillipo.
Nel 2008 è stata insignita del titolo di cavaliere per ordine al merito della Repubblica.

## Opere
- Eirene Sbriziolo De Felice, Urbanistica e politica: rapporti difficili-territorio conteso ; 1946 - 1996, Napoli, casa editrice Fausto Fiorentino, 1996.
- Eirene Sbriziolo De Felice, La pianificazione territoriale in Campania dal 1952 al 1972: studi, esperienze, proposte, Napoli, L'arte tipografica, 1972.
- Eirene De Felice Sbriziolo, Aspetti ed attualita della pianificazione urbanistica, Napoli, L'arte tipografica, 1963.
- Nicola Adamo, Eirene Sbriziolo De Felice e Michele Achilli, Nuove norme per l'accelerazione delle procedure in materia di opere pubbliche, Roma, Edizioni delle autonomie, 1979.